# Propyria aequalis
Propyria aequalis là một loài bướm đêm thuộc phân họ Arctiinae, họ Erebidae.